# Plagiocheilus
Plagiocheilus es un género de plantas con flores perteneciente a la familia  Asteraceae. Comprende 8 especies descritas y solo 5 aceptadas.

## Taxonomía
El género fue descrito por Arn. ex DC. y publicado en Prodromus Systematis Naturalis Regni Vegetabilis 6: 142. 1837[1838]. La especie tipo es: Plagiocheilus tanacetoides Haenke ex DC.

## Especies aceptadas
A continuación se brinda un listado de las especies del género Plagiocheilus aceptadas hasta junio de 2012, ordenadas alfabéticamente. Para cada una se indica el nombre binomial seguido del autor, abreviado según las convenciones y usos.
- Plagiocheilus bogotensis (Kunth) Wedd.
- Plagiocheilus frigidus Poepp.
- Plagiocheilus peduncularis (Kunth) Wedd.
- Plagiocheilus solivaeformis DC.
- Plagiocheilus tanacetoides Haenke ex DC.